# Cascavel CR
Der Cascavel Clube Recreativo war ein Fußballklub aus Cascavel, im brasilianischen Bundesstaat Paraná. Sein Maskottchen war eine Klapperschlange.

## Geschichte
Die Gemeinde Cascavel begann ihre Teilnahme an offiziellen Fußballwettbewerben Ende der 1960er Jahre, als der Tuiuti Esporte Clube im Jahr 1968 und die Associação Atlética Comercial im Jahr 1969 in der zweiten Liga der Staatsmeisterschaft von Paraná antraten und beide jeweils den zweiten Platz erreichten. 1970 schlossen beide Klubs ihre Fußballabteilungen. In der Folge wurde der Cascavel Futebol Clube gegründet, der in dem Jahr zweiten Liga der Staatsmeisterschaft antrat und in den beiden Jahren darauf in deren obersten Spielklasse. Nach der Austragung 1972 stellte der Klub seine Aktivitäten wieder ein. 1979 wurde ein neuer Klub ins Leben gerufen, der Cascavel EC. Dieser erreichte 1980 einen umstrittenen Titel in der Staatsmeisterschaft und nahm zweimal an der Série B, der zweiten nationalen Liga, teil.
Am 17. Dezember 2001 fusionierte der Cascavel EC mit zwei weiteren Klubs der Stadt. Diesen waren die Sociedade Recreativa Cascavel. Ein junger Klub, welcher 1998 und 2011 in der dritten Liga der Staatsmeisterschaft sowie 1999 und 2000 in deren zweiten Liga angetreten war. Der zweite war der Cascavel Clube SA von 1998, welcher 2001 in der zweiten Liga in Erscheinung getreten war. Der neue Klub erhielt den Namen Cascavel Clube Recreativo. Von seinen Vorgängern übernahm er die Klapperschlange, als Maskottchen. Der Cascavel EC führte dieses, abgeleitet von deren erster Spielstätte, dem Estádio Municipal Amadores Theodoro Colombelli, welches die Spitznamen Ninho da Cobra (Schlangennest) trägt. Als Klubfarben wurden die ehemaligen des Cascavel EC Rot, Blau und Weiß gewählt, welcher zuletzt Gelb, Schwarz und Weiß trug.
Der neue Klub durfte zur Staatsmeisterschaft 2002 den Startplatz des Cascavel Clube SA übernehmen. Sein Debüt gab Cascavel am 10. März beim Cataratas EC in Foz do Iguaçu. Dieses war erfolgreich konnte man doch einen 3:1-Sieg feiern. Der Klub gelang bis in die Finalrunde der drei besten Klubs. Der Francisco Beltrão FC wurde Meister vor dem AC Paranavaí und Cascavel als Drittem. Der Meistertitel blieb zwar verwehrt, aber alle drei Klubs der Finalrunde hatten sich für die Teilnahme an der obersten Spielklasse der Staatsmeisterschaft 2003 qualifiziert. Bei Francisco Beltrão gab der Klub am 26. Januar 2003 seinen Einstand in der Spielklasse (1:5-Niederlage). Am Ende der Meisterschaft standen aus acht Spielen ein Sieg und drei Unentschieden bei 9:16 Toren zu Buche. Dieses bedeutete den 15. von 16 Plätzen sowie den direkten Wiederabstieg.
Bis 2012 pendelte der Cascavel zwischen der zweiten und ersten Liga der Staatsmeisterschaft. Nach Beendigung der zweiten Liga 2012 wurden dem Klub sechs Punkte abgezogen. Man hatte in einer Partie gegen den Foz do Iguaçu FC vier Spieler irregulär eingesetzt. Daraufhin musste Cascavel 2013 in der dritten Liga antreten. Der Klub gab hierfür aber keine Meldung ab und trat erst ab 2014 wieder an. 2015 gelang die Rückkehr in die zweite Liga und 2018 erreichte Cascavel den Aufstieg in erste. Hier trat der Klub bis einschließlich 2021 an. In der Meisterschaft 2021 traf es den Klub doppelt negativ.
Das Tribunal de Justiça Desportiva, das Sportgericht von Paraná, verurteilte den Klub zu einem Abzug von sechs Punkten. Der TJD war der Auffassung, dass der Klub gegen Artikel 254 des brasilianischen Sportgesetzbuchs (CBJD) verstoßen hatte, als er den 17-jährigen Torhüter João Pedro Fiorentim auf einen Meldebogen setzte, der als Amateur eingestuft war. Die Strafe wurde verhängt, obwohl Fiorentim zu keinen Einsätzen gekommen war.
Des Weiteren wurde Cascavel wurde wegen der Fälschung von COVID-19-Tests im Duell gegen Athletico Paranaense am 30. April mit dem Ausschluss von der Staatsmeisterschaft 2021 bestraft. Außerdem zu einer Geldstrafe in Höhe von 200.000 Real und einem Ausschluss von den Wettbewerben des Federação Paranaense de Futebol (FPF), des Fußballverbandes des Bundesstaates, für 720 Tage.
Nach Ablauf seiner Sperre fand Cascavel nicht mehr in den Profifußball zurück. 2024 löste ein neuer Vorstand den Klub auf. Durch Übernahme der Verbindlichkeiten konnte die Lizenz von Cascavel beim FPF übernommen werden. Der neue Klub baute auf den Strukturen von Cascavel auf und verlegte den Sitz nach Toledo. Hier erhielt er zunächst den Namen Esporte Clube Toledo. Auch um Verwechselungen mit dem ortsansässigen Toledo EC erfolgte schnell eine Umbenennung in Oeste Brasil Futebol Clube.

### Teilnahme an Fußballwettbewerben
| Wettbewerb                           | Teilnahmen                            |
| ------------------------------------ | ------------------------------------- |
| Staatsmeisterschaft                  | 9× – 2003, 2007–2011, 2019–2021       |
| Staatsmeisterschaft Segunda Divisão  | 8× – 2002, 2004–2006, 2012, 2016–2018 |
| Staatsmeisterschaft Terceira Divisão | 2× – 2014–2015                        |

### Erfolge
- Staatsmeisterschaft von Paraná Terceira Divisão: 2015